# Tauno Ilmoniemi
Tauno Ilmoniemi (n. 16 mai 1893, Kuopio, Finlanda – d. 21 septembrie 1934, Uleåborg, Finlanda) a fost un gimnast artistic ce a reprezentat Finlanda, medaliat olimpic. A participat la o ediție a Jocurilor Olimpice (1912) în care a câștigat o medalie de argint.

## Participări
Lista de mai jos prezintă principalele competiții la care a participat Tauno Ilmoniemi de-a lungul carierei.
- gymnastik vid olympiska sommarspelen 1912[*]